# Kundi Paihama
Kundi Paihama (* 12. Dezember 1944 in Quipungo, Provinz Huíla; † 24. Juli 2020 in Luanda) war ein angolanischer Politiker der Volksbewegung zur Befreiung Angolas MPLA (Movimento Popular de Libertação de Angola) und General der Streitkräfte FAA (Forças Armadas Angolanas), der unter anderem zwischen 1999 und 2010 Verteidigungsminister war.

## Leben
Kundi Paihama besuchte die Grundschule in Lubango sowie die Sekundarschulen in der Provinz Huíla und in der Provinz Luanda. Er war Mitglied der Volksbewegung zur Befreiung Angolas MPLA (Movimento Popular de Libertação de Angola) und übernahm kurz nach der Unabhängigkeit der Volksrepublik Angola (República Popular de Angola) von Portugal am 11. November 1975 seine ersten Regierungsämter und war zunächst zwischen 1976 und 1979 Kommissar der Provinz Cunene. In der Regierung von Präsident José Eduardo dos Santos fungierte er zwischen 1979 und 1980 zunächst als Innenminister (Ministro do Interior) sowie im Anschluss von 1980 bis 1981 als Minister für Staatssicherheit (Ministro da Segurança de Estado). Danach war er zwischen 1981 und 1986 Kommissar der Provinz Benguela. 1986 kehrte er in die Zentralregierung von Präsident José Eduardo dos Santos zurück und fungierte er von 1986 bis 1991 als Staatsminister für Staatliche Inspektion und Kontrolle (Ministro do Estado para a Inserção e Controlo Estatal) sowie in Personalunion nach seiner Ernennung zum Oberst (Coronel) zwischen 1988 und 1991 abermals als Minister für Staatssicherheit.
Nachdem Paihama 1991 wieder aus der Zentralregierung ausgeschieden war, war er von 1991 bis 1993 Gouverneur der Provinz Luanda. 1991 erfolgte seine Beförderung zum Generalmajor (Major – General) sowie 1992 zum General. 1992 war er nach Einführung der Mehrparteiendemokratie in der nunmehrigen Republik Angola (República de Angola) Leiter des Wahlkampfes der MPLA zur Nationalversammlung (Assembleia Nacional) sowie zwischen 1993 und 1995 Berater des Chefs des Generalstabes der Streitkräfte (Chefe do Estado Maior General das Forças Armadas Angolana). 1995 wurde er Gouverneur der Provinz Huíla und behielt diese Funktion bis 1999. 
Am 29. Januar 1999 schaffte Präsident José Eduardo dos Santos das Amt des Premierministers ab, das seit dem 8. Juni 1996 Fernando José de França Dias Van Dúnem innehatte. Am folgenden Tag wurde Pedro Sebastião abgesetzt und durch General Kundi Paihama als neuer Verteidigungsminister (Ministro da Defesa Nacional) ersetzt. João Bernardo de Miranda wiederum löste Venâncio da Silva Moura als Außenminister ab. Fernando da Piedade Dias dos Santos wurde Innenminister und Joaquim Duarte da Costa David Finanzminister. Nach einer fast vierjährigen Vakanz ernannte Präsident José Eduardo dos Santos am 5. Dezember 2002 Fernando da Piedade Dias dos Santos zum Premierminister. Dieser und dessen Kabinett wurden am 6. Dezember 2002 ernannt. Im Zuge der Regierungsbildung wurde Osvaldo Serra Van-Dúnem Innenminister und José Pedro de Morais Finanzminister, während João Bernardo de Miranda Außenminister und Kundi Paihama Verteidigungsminister blieben. Bei den Wahlen zur Nationalversammlung Angolas am 5./6. September 2008 wurde er auf der Landesliste (Círculo Nacional) zum Abgeordneten gewählt.
Nachdem Staatspräsident dos Santos am 30. September 2008 António Paulo Kassoma als Nachfolger von Fernando da Piedade Dias dos Santos zum Premierminister ernannt hatte, wurde am 3. Oktober 2008 das neue Kabinett vereidigt. Diesem gehörten Assunção dos Anjos als neuer Außenminister und Severim de Morais als neuer Finanzminister an, während Kundi Paihama Verteidigungsminister und Roberto Leal Monteiro Innenminister blieben. Am 5. Februar 2010 wurde das Amt des Premierministers wieder abgeschafft, woraufhin der frühere Premierminister Fernando da Piedade Dias dos Santos das mit einer Verfassungsänderung neu geschaffene Amt des Vizepräsidenten übernahm. Im Zuge der weiteren Kabinettsumbildung wurde Carlos Alberto Lopes neuer Finanzminister, während Cândido Pereira dos Santos Van-Dúnem Nachfolger von Paihama als Verteidigungsminister wurde. Mit dem Inkrafttreten der neuen Verfassung am 5. Februar 2010 wurden die Amtsgeschäfte von der neuen Regierung übernommen, in der Paihama Minister für Ex-Kämpfer und Veteranen (Ministro dos Antigos Combatentes e Veteranos da Pátria) wurde. Dieses Ministeramt hatte er bis 2014 inne und schied dann aus dem Kabinett aus.
Im Anschluss war Kundi Paihama zwischen 2014 und 2016 Gouverneur der Provinz Huambo sowie zuletzt von 2016 bis 2018 abermals Gouverneur der Provinz Cunene, in der vierzig Jahre zuvor seine politische Laufbahn begonnen hatte.

## Hintergrundliteratur
- António Ngula Chivinga: General Kundi Paihama. Uma história de batalhas e conquistas, Luanda, Rubricart, 2015